# Pteroptrix albocincta
Pteroptrix albocincta är en stekelart som först beskrevs av Flanders 1966.  Pteroptrix albocincta ingår i släktet Pteroptrix och familjen växtlussteklar. Inga underarter finns listade i Catalogue of Life.